# Mélanophlogite
La mélanophlogite est une espèce minérale, composée de dioxyde de silicium de formule SiO2 avec des traces :ORG;C;H;S. Minéral peu répandu, les traces de matières organiques lui donnent un statut à part. Longtemps considéré comme un quartz avec des impuretés organiques, cette idée est aujourd'hui abandonnée. Sa formule chimique empirique est 46(SiO2) . 6(N2,CO2) . 2(CH4,N2)

## Inventeur et étymologie
Décrit par le minéralogiste allemand von Lasaulx de Breslau, en 1876, du grec « Melas » = noir et "Phleghesthai" = être brûlé, car le minéral noircit à la chaleur.

## Topotype
Solfatare Giona, Racalmuto, Province de Caltanissetta, Sicile, Italie.

## Cristallographie
- Paramètres de la maille conventionnelle : a = 2679 pm, c = 1339,5 pm, nombre d'unités par maille, Z = 4; V = 9,61365 nm3
- Densité calculée = 2,02

## Gîtologie
- Minéral en incrustation dans les cavités des évaporites.
- Dans les roches métamorphiques et à la surface des roches à serpentine.

### Minéraux associés
Calcite, célestine, magnésite, soufre (minéral) et d’autres minéraux sédimentaires.

## Gisements connus
- États-Unis
  - Californie
    - Borges Quarry, Comté de Napa[2]
    - Clear Creek Claim (Clear Creek Mine), New Idria District, Comté de San Benito[3].
    - Vaughn mine, Comté de San Benito[4].
    - Mount Hamilton, Comté de Santa Clara[5].
- Italie, 
  - Medesano, Province de Parme, Émilie-Romagne
    - Cava di Case Montanini, Sant'Andrea Bagni[6]. Très beaux cristaux pseudo-cubiques.
    - Faieto quarry, Sant'Andrea Bagni[7]

  - Mine de Brosso et Cálea, Lessolo/Brosso, pays Canavais, province de Turin, Piémont
  - Giona Mine, Milena, Province de Caltanissetta, Sicile[8]. Topotype de l'espèce.
  - Province de Livourne, Toscane
    - Livourne
      - Botro Masaccio,

    - Rosignano Marittimo
      - Campolecciano[9]
      - Fortullino[10]
- Tchéquie, en Bohème
  - Chvaletice
  - Korozluky (Kolosoruk)
- Ukraine
  - Crimée

## Galerie

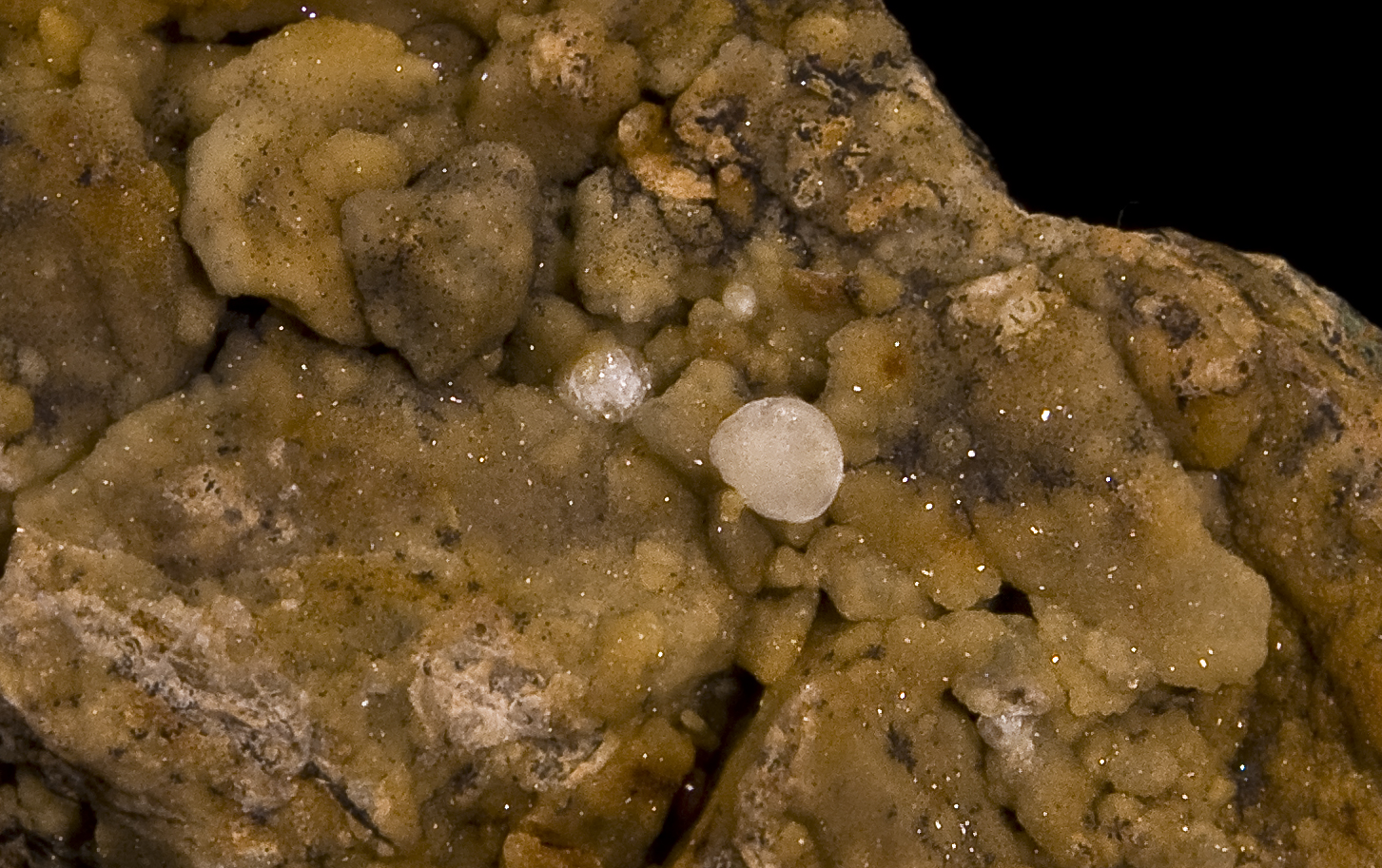
Mélanophlogite - Fortullino, Toscane, Italie
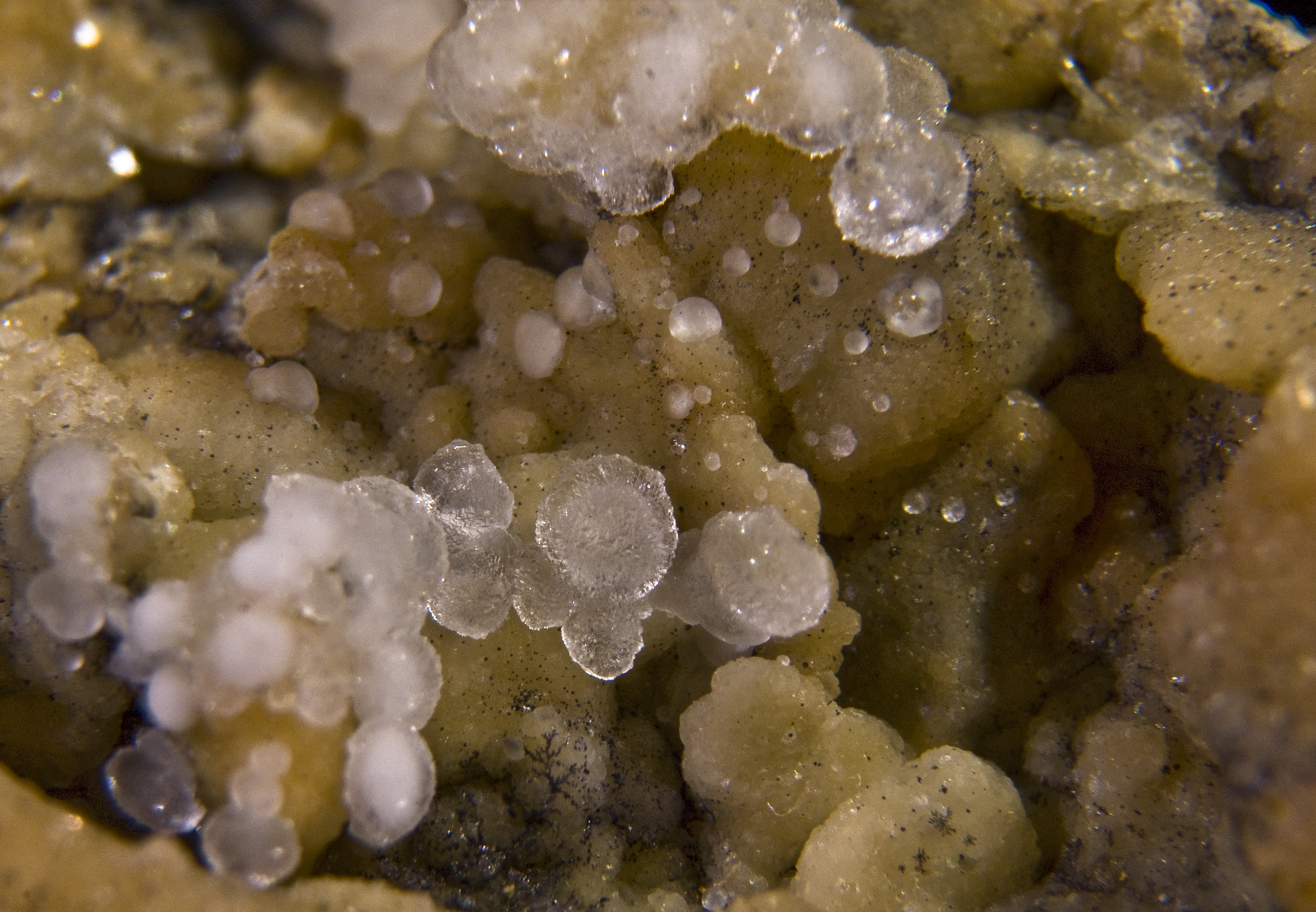
Mélanophlogite - Fortullino, Toscane, Italie - (Vue 1.5x1cm)